# ديريك ميرس
ديريك ميرس (بالإنجليزية: Derek Mears)‏ هو ممثل أمريكي، ولد في 29 أبريل 1972 في الولايات المتحدة.

## أعمال

### أفلام
- (2005) زذورا مغامرات الفضاء[4]
- (2007) التلال لها عيون 2[5]
- (2007) حروب التنين
- (2009) يوم الجمعة الثالث عشر[6][7]
- (2010) مفترسات[8][9][10][11]
- (2011) الحلبة[12]
- (2011)  في بحار غريبة
- (2013)  بحر من الوحوش[13][14][15]
- (2013) فأس III
- (2013) فرقة العصابات[16]
- (2013) صائدي الساحرة[17]
- (2014)  ريد ضد ديد
- (2019)  ملاك المعركة[18]

### مسلسلات
- اسمي إيرل
- إيلياس
- تشاك
- ميامي
- نيويورك
- عملاء شيلد

## وصلات خارجية
- ديريك ميرس على موقع IMDb (الإنجليزية)
- ديريك ميرس على موقع ألو سيني (الفرنسية)
- ديريك ميرس على موقع أول موفي (الإنجليزية)
- ديريك ميرس على موقع قاعدة بيانات الأفلام السويدية (السويدية)
- ديريك ميرس على موقع قاعدة بيانات الفيلم (الإنجليزية)
- ديريك ميرس على موقع كينوبويسك (الروسية)